# Zuzanna Leszczyńska
Zuzanna Leszczyńska (ur. 1 kwietnia 1989) – polska lekkoatletka, wieloboistka, sprinterka i płotkarka.
W 2007 zajęła odległe miejsce w siedmioboju podczas mistrzostw Europy juniorów. 

## Kariera sportowa
Medalistka mistrzostw Polski seniorów ma w dorobku jeden złoty, trzy srebrne medale oraz dwa brązowe medale. Lekkoatletka jest halową wicemistrzynią Polski w pięcioboju z 2011 roku, halową mistrznią kraju w biegu na 60 metrów przez płotki (2012), w 2014 zdobyła brązowy medal halowych mistrzostw Polski w sztafecie 4 × 400 metrów. Stawała na podium młodzieżowych mistrzostw Polski. 

## Rekordy życiowe
| Konkurencja          | Rezultat  | Data             | Miejsce |
| -------------------- | --------- | ---------------- | ------- |
| Siedmiobój (stadion) | 5417 pkt. | 29 sierpnia 2010 | Kraków  |
| Pięciobój (hala)     | 3898 pkt. | 19 lutego 2011   | Spała   |

| Konkurencja                           | Rezultat | Data             | Miejsce   |
| ------------------------------------- | -------- | ---------------- | --------- |
| Bieg na 60 metrów przez płotki (hala) | 8,45     | 25 lutego 2012   | Spała     |
| Bieg na 100 metrów przez płotki       | 13,62    | 13 sierpnia 2011 | Bydgoszcz |
| Bieg na 200 metrów                    | 24,12    | 31 lipca 2014    | Szczecin  |
| Bieg na 800 metrów                    | 2:22,79  | 20 czerwca 2010  | Warszawa  |
| Bieg na 800 metrów (hala)             | 2:31,71  | 27 stycznia 2007 | Spała     |
| Pchnięcie kulą                        | 11,65    | 28 sierpnia 2010 | Kraków    |
| Pchnięcie kulą (hala)                 | 12,21    | 30 stycznia 2011 | Spała     |
| Rzut oszczepem                        | 32,31    | 29 sierpnia 2010 | Kraków    |
| Skok w dal                            | 5,89     | 29 sierpnia 2010 | Kraków    |
| Skok w dal (hala)                     | 5,85     | 27 stycznia 2007 | Spała     |
| Skok wzwyż                            | 1,75     | 21 lipca 2007    | Hengelo   |
| Skok wzwyż (hala)                     | 1,73     | 22 stycznia 2005 | Spała     |